# Danny Alves
|  | «Danny Alves» redirigeix aquí. Vegeu-ne altres significats a «Dani Alves». |

Daniel Miguel Alves Gomes (nascut a Caracas, Veneçuela, el 7 d'agost de 1983), malanomenat Danny, és un exfutbolista lusità-veneçolà internacional. Jugava en la posició de centrecampista ofensiu.

## Biografia

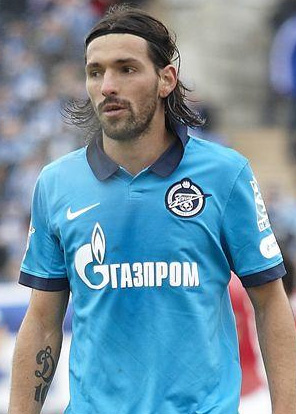
Daniel Miguel Alves Gomes.

L'Al·lot del Guire-Santa fe, nasqué a Caracas en 1983 d'origen portuguès, es va formar futbolísticament en el Col·legi Sant Preses de Villanueva en Veneçuela i que va ser vist per agents del Marítim de Funchal i va ser dut a Portugal als 15 anys, després de demostrar el seu talent en el club va ser fitxat per 2,1 Milions d'Euros pel Sporting de Portugal.

### CS Marítim
L'1 d'octubre de 2001 va debutar com futbolista professional i en el Marítim contra el Gil Vicente FC amb victòria del seu equip 2-1, disputant 17º minuts del segon temps.
El 15 de desembre de 2001 va marcar el seu primer gol en la seua carrera i en el Marítim contra el SC Salgueiros amb derrota del seu equip 1-2, disputant 59º minuts sent expulsat marcant el gol en el minut 45°.
En la Primera Divisió de Portugal 2001/02 va disputar 20 partits marcant 5 gols, quedant el seu equip de sisè lloc en la taula.

### FC Dynamo de Moscou
El 9 de març de 2005 va debutar amb el Dynamo de Moscou i a la Copa de Rússia contra el PFC Krylia Sovetov Samara en l'anada dels vuitens de final amb resultat d'1-1, disputant els 90 minuts.
En total en la Copa de Rússia 2004-2005 va disputar 2 partits els 2 de titular jugant 180 minuts rebent 1 targeta groga, sent eliminats en els vuitens de final.
L'11 d'agost de 2005 va marcar el seu primer gol per partida doble en la Copa de Rússia 2005-2006 en la volta dels setzens contra el FC Dynamo Bryansk amb victòria de 4-0, marcant els gols en els minuts 45 i 63 i disputant els 90 minuts.
En total en la Copa de Rússia 2005-2006 va disputar 6 partits tots de titular, marcant 3 gols, jugant 526 minuts i rebent 2 targetes grogues, sent eliminats en els quarts de final.
En la lliga Russa 2006 va disputar 24 partits 23 de titular, marcant 2 gols, jugant 2066 minuts, rebent 6 targetes grogues i 1 targeta roja i en la Copa de Rússia 2006-2007 va disputar 5 partits, tots de titular, marcant 1 gol i jugant 450 minuts, sent eliminats en els quarts de final.
En la lliga Russa del 2007 va disputar 28 partits tots de titular, marcant 6 gols (2 en 1 partit), jugant 2436 minuts, rebent 6 targetes grogues i en la Copa de Rússia 2007-2008 va disputar 2 partits, tots de titular, jugant 180 minuts i rebent 1 targeta groga, sent eliminats en els vuitens de final.
En la lliga Russa del 2008 va disputar 18 partits tots de titular, marcant 5 gols (2 en 1 partit), jugant 1595 minuts, rebent 6 targetes grogues i en la Copa de Rússia 2008-2009 va disputar 1 partit de titular jugant els 90 minuts.

### FC Zenit
El FC Zenit ha batut la xifra rècord d'un traspàs a Rússia amb la contractació de Danny, internacional portuguès de 25 anys procedent del FC Dinamo Moscou, per 30 milions d'euros, atorgant-li la samarreta amb el dorsal 19.
El traspàs de Danny ha destrossat l'anterior fitxatge rècord del futbol rus, que tenia el mateix Dínamo quan va contractar a altre internacional portuguès, Maniche del FC Porto al maig de 2005, sent el segon fitxatge europeu més car en 2008 darrere de Daniel Alves amb 32 milions d'euros. El Zenit, que no ha desvelat els detalls de la durada del contracte de Danny, duia dos mesos perseguint el fitxatge del migcampista nascut a Veneçuela, i l'entrenador Dick Advocaat s'ha mostrat encantat de poder finalment comptar amb ell. "Duem molt temps interessats en Danny. Li considere el millor migcampista de la lliga russa i pot convertir-se en un jugador molt útil en l'equip. Veig a Danny com centrecampista ofensiu ofensiu o com extrem", va dir l'entrenador neerlandès.
El 29 d'agost de 2008 va debutar amb el Zenit i en una Supercopa d'Europa contra el Manchester United FC amb victòria de 2-1, marcant el gol de la victòria en el minut 59 després d'una jugada individual, disputant els 90 minuts, quedant campions i essent nominat millor jugador del partit.

## Internacional
- Va debutar en els Jocs Olímpics d'Atenes 2004 contra Costa Rica el 18 d'agost de 2004 disputat a l'Estadi Pankritio d'Heraklion amb derrota de 2-4, disputant els 90 minuts.
- Va debutar amb la selecció de futbol de Portugal en un partit amistós contra les Illes Fèroe el 20 d'agost de 2008, disputat a l'Estadi Municipal d'Aveiro amb victòria de 5-0, disputant 35 minuts del segon temps, substituint al lusobrasiler Deco.
- Va debutar en una Eliminatòria al Mundial contra Dinamarca el 10 de setembre de 2008 disputat en l'Estadi José Alvalade de Lisboa amb derrota del seu equip de 2-3, va disputar 18º minuts del segon temps i va rebre 1 targeta groga.